# Wim Reijers
Johannes Willem Louis Herman (Wim) Reijers (Delft, 12 oktober 1946) is een Nederlandse voetballer en trainer die vooral bekend is door zijn uitspraak: “Wat Pinanti? Hoe Pinanti? Waar Pinanti? Pinanti is pinanti!”

## Spelerscarrière
In Nederland voetbalde hij samen met Willem van Hanegem bij Xerxes/DHC, later verdedigde hij de kleuren van MVV.
In 1969 werd Wim Reijers getransfereerd naar het Belgische SV Waregem. Reijers noemt die transfer de domste zet uit zijn loopbaan. Bij de West-Vlamingen kende hij een goed competitiebegin, maar door een verziekte sfeer binnen de kleedkamer kwam hij op de bank terecht. Wim bleef in West-Vlaanderen voetballen. Met KV Kortrijk en KRC Harelbeke behaalde hij successen in de lagere reeksen van het Belgische Nationale voetbal. 

## Trainerscarrière
In 1978 werd Reijers speler-trainer bij derdeklasser KSC Menen. In 1982 bereikte Menen zijn beste prestatie ooit met een derde plaats in derde nationale. Dit goede resultaat overtuigde KV Kortrijk om Reijers een kans te geven als trainer in eerste klasse.

## Pinanti is Pinanti
Reijers bleef uiteindelijk slechts één jaar aan het roer bij KV Kortrijk. Maar in dat jaar liet hij geregeld van zich spreken. Met zijn oneliners was hij een dankbare gast in televisie-interviews. Zijn bekendste uitspraak deed Wim nadat Kortrijk een 2-2 gelijkspel behaalde bij Club Brugge middels een aangevochten penaltyfout van Ronald Spelbos op Didier Quain: “Wat Pinanti? Hoe Pinanti? Waar Pinanti? Pinanti is pinanti!”
De beelden van het interview werden in 2005 uit het archief gehaald door de redactie van Studio 1 op zondag. Pinanti is Pinanti werd de vaste strafschoprubriek binnen het voetbalprogramma van Frank Raes.